# Сыромятников, Борис Павлович
Борис Павлович Сыромятников (15 (28) марта 1910 — 16 октября 1944) — советский лётчик минно-торпедной авиации в годы Великой Отечественной войны, Герой Советского Союза (5.11.1944, посмертно). Гвардии подполковник (5.08.1943).

## Биография
Родился 15 (28) марта 1910 года в селе Сидоровское Нерехтского уезда Костромской губернии (ныне в составе Красносельском районе Костромской области) в семье мастера-ювелира. Русский. Окончив сельскую школу, Борис в 1923 году пошёл учиться в школу ФЗУ города Приволжска Ивановской области. По её окончании в 1926 году стал работать ткачом на текстильной фабрике имени Розы Люксембург (бывшая Васильевская фабрика) в том же городе. В 1930 году поступил в Ивановский строительный техникум, окончил 2 курса. Занимался в аэроклубе.
В Красной Армии с 1932 года. Член ВКП(б) с 1932 года. Окончил 11-ю военную школу лётчиков имени Пролетариата Донбасса в городе Луганске в 1933 году. С декабря 1933 года служил лётчиком 71-го отдельного авиационного отряда ВВС Морских сил Чёрного моря (г. Евпатория), с февраля 1937 года командовал в ней звеном. С мая 1938 года служил в 40-м легкобомбардировочном авиационном полку ВВС Черноморского флота также командиром звена, с августа 1938 года временно исполнял должность командира эскадрильи, в ноябре 1939 утверждён помощником командира эскадрильи. В начале 1940 года был переведён в Военно-воздушные силы Балтийского флота, зачислен в 57-й бомбардировочный авиационный полк и в его составе участвовал в советско-финской войне 1939—1940 годов. Командовал эскадрильей, выполнил 22 боевых вылета на нанесение бомбовых ударов по кораблям и военно-морским базам противника. За мужество и отвагу был награждён орденом Красного Знамени.
После завершения боевых действий с Финляндией оставлен в ВВС Балтийского флота и в марте 1940 года официально зачислен в 57 бап ВВС КБФ исполняющим должность командира эскадрильи, а в июле того же года назначен командиром эскадрильи. 
Великую Отечественную войну капитан Б. П. Сыромятников встретил на Балтийском флоте командиром эскадрильи бомбардировщиков «СБ» 73-го пикирующего бомбардировочного авиационного полка. Вскоре полк был перевооружён на пикирующий бомбардировщик «Пе-2». Эскадрилья Сыромятникова произвела ряд смелых и дерзких налётов на скопления бронетанковых частей, транспортов и батареи береговой обороны противника и за месяц боёв сбросила на головы врага 5328 килограммов бомб. За первые 23 боевых вылета экипаж Сыромятникова пустил ко дну возле Риги транспорт противника водоизмещением 6 тысяч тонн, на станции Экенес уничтожил вражеский эшелон и большое количество танков и автомашин в районе Якопилса и Порхова. На Балтийском море выполнил 38 боевых вылетов.
В марте 1942 года был утверждён командиром 29-го бомбардировочного авиационного полка ВМФ, вскоре ему присвоено воинское звание «майор». Полк был включён в состав Особой морской авиационной группы и в июне приступил к боевой работе в Заполярье. В июле того же года полк передали в ВВС Северного флота. На ответственные боевые задания Сыромятников водил группы пикировщиков лично, показывая пример смелости и отваги всему личному составу. За короткий срок лётчики полка потопили семь транспортов противника, в воздушных боях сбили четыре фашистских самолёта. Ведущим групп майор Сыромятников совершил тридцать четыре боевых вылета, участвовал в потоплении трёх транспортов противника общим водоизмещением 13 — 14 тысяч брутто тонн и был награждён вторым орденом Красного Знамени. 
Осенью 1942 года майор Сыромятников отозван в тыл на учёбу. В 1943 года он окончил с отличием курсы усовершенствования командного состава при Военно-морском авиационном училище имени Сталина. В аттестации отмечалось: «Может быть начальником штаба авиаполков всех родов авиации». С июля 1943 года вновь командовал своим полком.
В октябре 1943 года назначен командиром 9-го гвардейского минно-торпедного авиационного полка Северного флота, летавшего на торпедоносцах А-20G «Бостон». Под его руководством было переучено и введено в строй 40 экипажей торпедоносцев. За год боевых действий под командованием гвардии подполковника Сыромятникова полк произвёл 623 боевых вылета. Лётчики полка потопили 25 транспортов врага общим водоизмещением 123 000 брутто тонн, 3 танкера водоизмещением 22 000 брутто тонн, 2 подводные лодки, 2 миноносца, 6 сторожевых кораблей, 1 тральщик, 8 мотоботов, 1 шхуну, 3 каботажных судна. Было повреждено или предположительно потоплено ещё 7 транспортов. Бомбовыми ударами по военно-морским базам было вызвано 16 взрывов, сопровождавшихся большими пожарами. Командир был награждён третьим орденом Красного Знамени.
К октябрю 1944 года командир 9-го гвардейского Краснознамённого минно-торпедного авиационного полка 5-й минно-торпедной авиационной дивизии Военно-воздушных сил Северного флота гвардии подполковник Сыромятников Б. П. совершил 71 боевой вылет: 65 на бомбовые удары и 6 на торпедные атаки. Участвовал в потоплении 3-х транспортов противника. Бессмертный подвиг совершил в одном из боёв в ходе Петсамо-Киркенесской наступательной операции советских войск.
16 октября 1944 года авиация Северного флота несколько раз атаковала конвой, вышедший из норвежского порта Киркенес. Завершающий удар в районе мыса Хибергнесет нанесли две шестёрки торпедоносцев: одна — 9-го гвардейского минно-торпедного авиаполка и другая — 36-го минно-торпедного авиаполка. Действия торпедоносцев прикрывали 15 истребителей. В этом бою враг потерял 2 транспорта, сторожевой корабль, тральщик, катер и 5 самолётов. Цена победы — 7 торпедоносцев и 1 штурмовик «Ил-2».
В трёх километрах от цели в левый мотор ведущего самолёта гвардии подполковника Сыромятникова Б. П. попал вражеский снаряд. Машина загорелась, но командир полка продолжал атаку, выводя другие машины на цель. Когда расстояние до транспортов уменьшилось до 500 метров, экипаж подполковника Сыромятникова (штурман гвардии майор А. И. Скнарёв, стрелок-радист гвардии старший сержант Г. С. Асеев, воздушный стрелок гвардии сержант И. Е. Данилов) выпустил две торпеды. Направленные умелой рукой опытного лётчика, они уничтожили транспорт в шесть тысяч брутто тонн. Объятый пламенем самолёт врезался в воду, экипаж погиб, до конца выполнив воинский долг.
Указом Президиума Верховного Совета СССР от 5 ноября 1944 года «за образцовое выполнение боевых заданий Командования на фронте борьбы с немецкими захватчиками и проявленные при этом отвагу и геройство», гвардии подполковнику Сыромятникову Борису Павловичу посмертно присвоено звание Героя Советского Союза. Этим же Указом звания Героев были посмертно присвоены А. И. Скнарёву и Г. С. Асееву, а И. Е. Данилов был посмертно награждён орденом Отечественной войны 1-й степени.

## Награды
- Герой Советского Союза (5.11.1944, посмертно)
- Орден Ленина (5.11.1944, посмертно)
- Три ордена Красного Знамени (21.04.1940, 13.08.1941, 10.09.1943)[13]
- Медаль «За боевые заслуги» (3.11.1944)
- Медаль «За оборону Ленинграда» (1942)

## Память
- Приказом военно-морского министра СССР от 8 мая 1950 года гвардии подполковник Б. П. Сыромятников навечно зачислен в списки личного состава одной из частей Военно-воздушных сил Краснознамённого Северного флота[14].
- Бюст Б. П. Сыромятникова в числе 53-х лётчиков-североморцев, удостоенных звания Героя Советского Союза, установлен на Аллее героев-авиаторов Северного флота, открытой 29 октября 1968 года на улице Преображенского в посёлке Сафоново ЗАТО город Североморск Мурманской области. Также фамилия Сыромятникова Б. П. выбита на каменных плитах мемориала в числе 898 фамилий тех, чьих могил нет на земле, — в память лётчиков, штурманов, стрелков-радистов ВВС Краснознамённого Северного флота, погибших в море в 1941—1945 годах, открытого 17 августа 1986 года на берегу Кольского залива в посёлке Сафоново.
- На родине Героя в селе Сидоровское установлена мемориальная доска, а в мае 1985 года открыт памятник (в 2009 году установлен новый бронзовый бюст на смену обветшавшему гипсовому)[15].
- Его имя выбито на плитах Мемориала Героев в городе Иванове.
- Мемориальная доска в память о Б. П. Сыромятникове установлена Российским военно-историческим обществом на здании профессионального лицея № 25 города Фурманов, где он учился.
- Именем Героя названа улица в городе Оленегорск.